# Emma Peel
Emma Peel è un personaggio televisivo immaginario, coprotagonista della quarta e della quinta stagione della serie televisiva Agente speciale, interpretata principalmente da Diana Rigg.

## Caratteristiche
Emma Peel è un'esperta di combattimento corpo a corpo, in grado di atterrare gli energumeni. Il suo nome è un gioco di parole in lingua inglese: Emma Peel suona similmente a M appeal, che in esteso significa Men Appeal, cioè "che affascina gli uomini". Emma Peel è il primo personaggio femminile che risolve i casi, mettendo spesso in ridicolo il suo partner maschile. Il rapporto con John Steed vive su ammiccamenti e giochi scherzosi. Il pubblico intuisce che finita l'avventura i due potrebbero continuare a frequentarsi.

## Storia
Nella quarta stagione, girata in bianco e nero, spesso si presenta in corpetti di pelle che scandalizzavano il pubblico dell'epoca. Nella quinta stagione, girata a colori, sostituiva il corpetto con tutine sportive; ma il corpetto in pelle tornerà nel remake del 1998.
Nel 1969, Diana Rigg, impegnata nelle riprese del film Agente 007 - Al servizio segreto di Sua Maestà, dovette abbandonare la serie, sostituita dall'ultima partner di Steed, Linda Thorson.

## Interpreti
Originalmente interpretata da Elizabeth Shepherd in alcune scene cancellate nelle prime due puntate della quarta stagione della serie del 1964, viene successivamente impersonata da Diana Rigg, che la interpreterà per tutta la quarta e quinta stagione (1964-1966) della serie. Nel film del 1998 The Avengers - Agenti speciali, diretto da Jeremiah Chechik; viene interpretata da Uma Thurman.
Diana Rigg è stata doppiata in italiano da Angiolina Quinterno, quando la serie è stata trasmessa sul Primo canale nel 1966, per la quarta e quinta stagione. Quando le ultime due stagioni sono state trasmesse negli anni ottanta da alcune reti locali e da Canale 5 l'attrice è stata doppiata da Silvia Pepitoni, nella sesta stagione.
Nel film ispirato alla serie Uma Thurman nei panni di Emma Peel è doppiata da Roberta Greganti, già voce dell'attrice in Batman & Robin.